# 1874 aux échecs
| Années des échecs : 1871 - 1872 - 1873 - 1874 - 1875 - 1876 - 1877    |
| Décennies des échecs : 1840 - 1850 - 1860 - 1870 - 1880 - 1890 - 1900 |

Cet article présente les faits marquants de l'année 1874 aux échecs.

## Championnats nationaux
- Empire allemand, MDSB : Adolf Andersen remporte la première édition du championnat de la MDSB[Note 1]. La deuxième édition aura lieu en 1876.
- Empire allemand, WDSB : Pas de championnat de la WDSB[Note 2]. Le prochain championnat aura lieu en 1876.
- Canada : William Hicks remporte le championnat[1].
- États-Unis : George Henry Mackenzie remporte la troisième édition du Congrès américain des échecs [2],[3] par acclamation[Note 3].
- Empire russe : Emanuel Schiffers remporte un match face à Andreï Khardine. Il est reconnu comme le meilleur joueur russe[4].

## Naissances
- Hans Fahrni
- Carl Schlechter

## Nécrologie
- En 1874 : Thomas Wilson Barnes
- 19 mai : Theodor Lichtenhein
- 22 juin : Howard Staunton